# 13 Reasons Why (1.ª temporada)
A primeira temporada de 13 Reasons Why, uma série de televisão de drama adolescente norte-americana baseada no romance homônimo de Jay Asher e desenvolvida por Brian Yorkey, estreou seus 13 episódios na Netflix em 31 de março de 2017 em todo o mundo. Um especial denominado 13 Reasons Why: Beyond the Reasons também foi lançado no mesmo dia. Originalmente, seria um filme da Universal Pictures e começou a ser desenvolvido em fevereiro de 2011, com Selena Gomez como Hannah, mas foi arquivada para ser uma série de televisão, com a Netflix pedindo uma adaptação da série em outubro de 2015, e Gomez serve como produtora executiva.
A história segue um adolescente de dezessete anos, Clay Jensen, que descobre uma caixa de 7 fitas cassete gravadas por Hannah Baker, sua colega de classe que cometeu suicídio após enfrentar bullying e agressão sexual na escola, que sofreu pela falta de apoio dos amigos, da família e da escola. Cada lado das fitas explica o motivo pelo qual ela escolheu tirar a própria vida.
A temporada recebeu críticas positivas da crítica e do público, e foi indicada ao Satellite Award de Melhor série de drama e ao MTV Movie & TV Award de Melhor Série. A performance de Langford foi elogiada pelos críticos, o que a levou a ser indicada ao Globo de Ouro de melhor atriz em série dramática e ao Satellite Award de melhor atriz em série de drama. Originalmente pretendia ser uma minissérie, mas devido ao seu sucesso, a série foi renovada para uma segunda temporada, que estreou em 18 de maio de 2018.

## Premissa
Clay Jensen, de 17 anos, volta para casa da escola e encontra uma caixa misteriosa em sua varanda. Lá dentro, ele descobre sete fitas cassete frente e verso gravadas por Hannah Baker, sua colega falecida que se suicidou duas semanas antes. Em cada lado das fitas, Hannah desenvolve um diário de áudio intensamente emocional, detalhando o motivo pelo qual ela decidiu encerrar sua vida. Parece que cada pessoa que recebe esse pacote de fitas cassetes é uma das razões pelas quais ela se matou. Depois de ouvir as fitas, ele deve passar as fitas para outra pessoa. Parece haver uma ordem de distribuição das fitas, e se alguém decidir romper a cadeia, uma cópia das fitas será liberada ao público. Cada gravação de fita refere-se a uma pessoa diferente envolvida na vida de Hannah, contribuindo para uma razão de seu suicídio (principalmente referente a seus amigos e inimigos).

## Elenco e personagens
| - Dylan Minnette como Clay Jensen - Katherine Langford como Hannah Baker - Christian Navarro como Tony Padilla - Alisha Boe como Jessica Davis - Brandon Flynn como Justin Foley - Justin Prentice como Bryce Walker - Miles Heizer como Alex Standall - Ross Butler como Zach Dempsey - Devin Druid como Tyler Down - Amy Hargreaves como Lainie Jensen - Derek Luke como Kevin Porter - Kate Walsh como Olivia Baker | - Brian d'Arcy James como Andy Baker - Josh Hamilton como Matt Jensen - Michele Selene Ang como Courtney Crimsen - Steven Silver como Marcus Cole - Ajiona Alexus como Sheri Holland - Tommy Dorfman como Ryan Shaver - Sosie Bacon como Skye Miller - Brandon Larracuente como Jeff Atkins - Timothy Granaderos como Montgomery de la Cruz - Steven Weber como Gary Bolan - Keiko Agena como Pam Bradley - Mark Pellegrino como Bill Standall - Joseph C. Phillips como Greg Davis - Cindy Cheung como Karen Dempsey - Anna Zavelson como May Dempsey - Henry Zaga como Brad - Giorgia Whigham como Kat - Robert Gant como Todd Crimsen - Ross Turner como Mr. Wood - Matthew Alan como Seth Massey - Jackie Geary como Amber Foley - Tom Everett Scott como Mr. Down - Kimko Gelman como Jane Childs - Gary Perez como Arturo Padilla - Dorian Lockett como Patrick | - Andrea Roth como Noelle Davis. - Alex Quijano como Steve Crimsen - Wilson Cruz como Dennis Vasquez - Maria Dizzia como Mrs. Down - Brittany Perry-Russell como Tracy Porter |

## Episódios
| N.º na série | N.º na temp. | Título original (Título no Brasil)       | Dirigido por         | Escrito por          | Lançamento          |
| --- | ------------ | ---------------------------------------- | -------------------- | -------------------- | ------------------- |
| 1 | 1            | "Tape 1, Side A" "(Fita 1, Lado A)" (BR) | Tom McCarthy         | Brian Yorkey         | 31 de março de 2017 |
| Clay Jensen encontra uma caixa cheia de fitas cassete anonimamente deixadas na porta de sua casa. Ele toca a primeira fita na caixa de som de seu pai. Ao se assustar com sua mãe, Clay, acidentalmente, deixa a caixa de som cair. Então, em um walkman roubado de seu amigo, Tony, ele percebe que sua colega de classe da escola, Hannah Baker, que faleceu recentemente, é quem está falando. Clay escuta a primeira fita, na qual Hannah relata as experiências que a deixaram para baixo. Ela começa compartilhando a história de seu primeiro beijo, com Justin Foley, que espalhou um rumor obsceno que começou sua espiral descendente. É revelado através de vários flashbacks que Clay gostava de Hannah e trabalhava com ela como atendentes em um cinema. Assunto da fita: Justin Foley, por espalhar uma foto obscena de Hannah, assim como um boato sexual sobre um encontro com ela. |              |                                          |                      |                      |                     |
| 2 | 2            | "Tape 1, Side B" "(Fita 1, Lado B)" (BR) | Tom McCarthy         | Brian Yorkey         | 31 de março de 2017 |
| Na fita, Hannah relembra sua amizade com outros dois novos alunos de sua escola: Jessica, que se muda de casa frequentemente por causa de seu pai, que é da Força Aérea, e Alex, que elas conhecem em um café. Mais tarde, Jessica e Alex começam a namorar e param de sair com Hannah. Quando Alex termina com Jessica, ela culpa Hannah. No presente, a mãe de Hannah, Olivia, encontra um bilhete em um livro didático de sua filha, o que a faz acreditar que Hannah estava sofrendo bullying. O círculo de amigos de Bryce Walker descobre que Clay está escutando as fitas de Hannah. Assunto da fita: Jessica Davis, por acreditar erroneamente que Hannah foi o motivo de sua separação com Alex. |              |                                          |                      |                      |                     |
| 3 | 3            | "Tape 2, Side A" "(Fita 2, Lado A)" (BR) | Helen Shaver         | Diana Son            | 31 de março de 2017 |
| Os relacionamentos de Hannah são ameaçados por uma "lista de melhor/pior" feita por Alex Standall, que colocou Hannah como um "alvo". No presente, a mãe de Hannah, Olivia Baker, procura o diretor da escola para falar sobre sua suspeita de bullying e faz uma descoberta perturbadora. No meio de sua investigação, Clay se vira contra Alex em busca de respostas, que o avisa para não confiar em Tony, a quem Clay, mais tarde, encontra em uma ocasião hostil. Enquanto Justin tenta se recuperar de uma crise recente, Bryce obriga Clay e Alex a beberem bebida alcoólica em um beco. Assunto da fita: Alex Standall, por fazer uma lista sobre a bunda de Hannah, classificando-a como a melhor da escola, para fazer Jessica Davis ficar com ciúmes e, então, se tornar mais popular. |              |                                          |                      |                      |                     |
| 4 | 4            | "Tape 2, Side B" "(Fita 2, Lado B)" (BR) | Helen Shaver         | Thomas Higgins       | 31 de março de 2017 |
| Hannah ouve alguém no lado de fora de sua janela, e diz para sua amiga, Courtney, que tem um perseguidor. Courtney oferece sua ajuda para pegá-lo em flagrante. Enquanto esperam o perseguidor chegar, elas jogam um jogo de verdade ou desafio após ficarem bêbadas, o que as faz se beijarem na cama de Hannah. O perseguidor, que é Tyler Down, o fotógrafo da escola, tira uma foto delas e envia para a escola. Efetivamente, isso termina a amizade entre Courtney e Hannah. No presente, Clay tira uma foto de Tyler, nu, e a envia para toda a escola como uma vingança, ao invés de jogar uma pedra em sua janela, como Hannah sugeriu nas fitas. Assunto da fita: Tyler Down, por perseguir Hannah e espalhar a foto de seu beijo com Courtney pela escola. |              |                                          |                      |                      |                     |
| 5 | 5            | "Tape 3, Side A" "(Fita 3, Lado A)" (BR) | Kyle Patrick Alvarez | Julia Bicknell       | 31 de março de 2017 |
| Courtney, com medo de que seus colegas da escola descobram sobre sua sexualidade, divulga o boato de que as garotas se beijando na foto vazada são Hannah e Laura, uma colega da escola lésbica. Courtney também acrescenta informações ao rumor sobre Hannah e Justin, o que aumenta a má reputação de Hannah. Enquanto isso, no presente, Clay leva Courtney para visitar o túmulo de Hannah. Assunto da fita: Courtney Crimsen, por inventar boatos sobre Hannah para evitar ser descoberta como uma das pessoas na foto do beijo. |              |                                          |                      |                      |                     |
| 6 | 6            | "Tape 3, Side B" "(Fita 3, Lado B)" (BR) | Kyle Patrick Alvarez | Nic Sheff            | 31 de março de 2017 |
| O encontro de Hannah e Marcus no Dia dos Namorados não dá certo devido aos rumores de que ela é "fácil". No presente, Alex começa uma briga com Montgomery, o que faz com que os dois precisem aparecer antes do conselho estudantil. Assunto da fita: Marcus Cole, por humilhar Hannah em público em seu encontro com ela no Dia dos Namorados. |              |                                          |                      |                      |                     |
| 7 | 7            | "Tape 4, Side A" "(Fita 4, Lado A)" (BR) | Gregg Araki          | Elizabeth Benjamin   | 31 de março de 2017 |
| Depois que Hannah se recusa a sair com Zach, ele a destrói emocionalmente durante um projeto de classe. Como vingança, Clay danifica o carro de Zach, mas, no presente, as coisas acabam sendo diferentes do que pareciam. Clay tem alucinações auditivas e visuais de Hannah durante o dia, inclusive vendo seu corpo morto no chão da quadra de basquete durante um jogo, além de ouvir uma das fitas de Hannah tocando no sistema de intercomunicação da escola. Assunto de fita: Zach Dempsey, por roubar as "notas positivas" destinadas a Hannah na aula de comunicações como vingança por ela ter o rejeitado. |              |                                          |                      |                      |                     |
| 8 | 8            | "Tape 4, Side B" "(Fita 4, Lado B)" (BR) | Gregg Araki          | Kirk Moore           | 31 de março de 2017 |
| Hannah fica comovida com a poesia recitada por seu colega da escola, Ryan Shaver, e fica de coração tocado após ser encorajada a começar a escrever poesias para recitá-las. Ryan a trai, publicando um poema escrito por ela contra sua vontade na revista da escola. No presente, Tony conta para Clay sobre a noite da morte de Hannah. Assunto da fita: Ryan Shaver, por roubar um poema que Hannah escreveu falando sobre seus problemas pessoais, e publicá-lo no jornal da escola sem seu consentimento. |              |                                          |                      |                      |                     |
| 9 | 9            | "Tape 5, Side A" "(Fita 5, Lado A)" (BR) | Carl Franklin        | Hayley Tyler         | 31 de março de 2017 |
| Enquanto se esconde no quarto de Jessica durante uma festa de verão, Hannah testemunha Bryce Walker estuprando Jessica, que está inconsciente e intoxicada, com o consentimento de Justin. No presente, Clay conversa com Justin, que diz que é melhor Jessica não saber da verdade. Marcus avisa para Clay que o pior ainda está por vir. Assunto da fita: Justin Foley, por deixar Bryce estuprar sua namorada, Jessica. |              |                                          |                      |                      |                     |
| 10 | 10           | "Tape 5, Side B" "(Fita 5, Lado B)" (BR) | Carl Franklin        | Nathan Louis Jackson | 31 de março de 2017 |
| Depois da festa, Hannah pega uma carona com Sheri até sua casa. Elas entram em um pequeno acidente e derrubam uma placa de "Pare", mas Sheri se recusa a chamar a polícia. Enquanto Hannah procura um telefone, um trágico acidente ocorre na mesma travessia, o que causa a morte de Jeff Atkins, um amigo de Clay. Quando Hannah tenta contar para Clay sobre a placa de "Pare", ele é rude com ela, pensando que ela está em um de seus momentos de drama novamente. No presente, o comportamento de Jessica começa a ficar mais errático. Assunto da fita: Sheri Holland, por abandonar Hannah depois de bater seu carro em uma placa de "Pare", o que, mais tarde, causou a morte de outro aluno da escola. |              |                                          |                      |                      |                     |
| 11 | 11           | "Tape 6, Side A" "(Fita 6, Lado A)" (BR) | Jessica Yu           | Diana Son            | 31 de março de 2017 |
| Clay finalmente ouve sua fita e fica dominado por culpa, pois não pôde fazer o bastante para evitar o suicídio de Hannah. No presente, Justin descobre que Jessica está na casa de Bryce. Lá, ele a confronta e confessa que Bryce a estuprou na noite da festa. Olivia Baker encontra uma lista com os nomes de todas as pessoas nas fitas, embora ainda não saiba o que a lista significa. Assunto da fita: Clay Jensen, por atender ao pedido de Hannah de deixá-la sozinha. Hannah percebe que Clay não fez nada de errado e não merece estar nas fitas, mas foi necessário adicioná-lo porque ela gostava dele e queria que ele soubesse de toda a história. |              |                                          |                      |                      |                     |
| 12 | 12           | "Tape 6, Side B" "(Fita 6, Lado B)" (BR) | Jessica Yu           | Elizabeth Benjamin   | 31 de março de 2017 |
| Depois de acidentalmente perder os depósitos de seus pais que iriam para o banco, Hannah fica desanimada e acaba em uma festa na casa de Bryce. A noite termina em tragédia quando ela acaba ficando sozinha com ele e ele a estupra. No presente, Clay vai até a casa de Bryce com a desculpa de comprar maconha dele. Lá, ele confronta Bryce sobre o estupro, gravando sua confissão. Todos na lista que Olivia encontrou são intimados para depor no processo entre a família Baker e a escola. O episódio termina com uma ambulância cuidando de um adolescente desconhecido que levou um tiro na cabeça. Assunto da fita: Bryce Walker, por estuprar Hannah em uma banheira aquecida. |              |                                          |                      |                      |                     |
| 13 | 13           | "Tape 7, Side A" "(Fita 7, Lado A)" (BR) | Kyle Patrick Alvarez | Brian Yorkey         | 31 de março de 2017 |
| Clay dá a fita da confissão de Bryce para Tony tirar cópia. Hannah vai conversar com o Sr. Porter, e conta para ele sobre seu estupro. Em segredo, Hannah grava a conversa, esperando que o Sr. Porter a ajude. Quando ele não a ajuda, ela vai para casa e comete suicídio cortando seus pulsos. No presente, Clay confronta o Sr. Porter sobre sua conversa com Hannah no dia em que ela se suicidou. Ele também entrega as fitas, incluindo uma fita adicional que é a confissão de Bryce. Clay diz para o Sr. Porter que ele é o assunto da última fita. As deposições continuam, com todas as pessoas presentes nas fitas confessando suas culpas, menos Alex, que tenta cometer suicídio e fica em estado crítico. Justin vai embora de casa e da cidade por causa da culpa que sente, mas, antes, conta para Bryce sobre as fitas. Jessica conta para seu pai sobre seu estupro. Antes de sair para depor no processo, Tyler esconde armas e munições em seu quarto. Na escola, Clay conversa com Skye, uma colega de classe que ele, anteriormente, percebeu ter cicatrizes nos pulsos. Assunto da fita: Sr. Porter, por não acreditar que Hannah era suicida e não lhe dar a devida ajuda. |              |                                          |                      |                      |                     |

## Trilha sonora
13 Reasons Why contém inúmeras músicas ao longo da temporada. O álbum inclui músicas originais da série e outras músicas, das quais seus principais gêneros são pop, rock e ballad. A trilha sonora da primeira temporada foi lançada em 30 de março de 2017 pela Interscope Records.

### Lista de músicas
| 13 Reasons Why (A Netflix Original Series Soundtrack) |                                        |                                         |         |  |
| N.º                                                   | Título                                 | Artista(s)                              | Duração |  |
| 1.                                                    | "Only You"                             | Selena Gomez                            | 3:04    |  |
| 2.                                                    | "Kill Em with Kindness (acoustic)"     | Selena Gomez                            | 3:32    |  |
| 3.                                                    | "Bored"                                | Billie Eilish                           | 3:00    |  |
| 4.                                                    | "Love Will Tear Us Apart"              | Joy Division                            | 3:26    |  |
| 5.                                                    | "Into the Black"                       | Chromatics                              | 5:20    |  |
| 6.                                                    | "The Night We Met"                     | Lord Huron                              | 3:26    |  |
| 7.                                                    | "A 1000 Times"                         | Hamilton Leithauser e Rostam Batmanglij | 4:09    |  |
| 8.                                                    | "The Killing Moon"                     | Roman Remains                           | 5:30    |  |
| 9.                                                    | "High"                                 | Sir Sly                                 | 3:51    |  |
| 10.                                                   | "Cool Blue"                            | The Japanese House                      | 3:51    |  |
| 11.                                                   | "Fascination Street"                   | The Cure                                | 5:14    |  |
| 12.                                                   | "The Walls Came Down (Single Version)" | The Call                                | 4:09    |  |
| 13.                                                   | "The Stand (Long Version)"             | The Alarm                               | 4:09    |  |

## Produção

### Desenvolvimento
Em 8 de fevereiro de 2011, a Universal Studios comprou os direitos autoriais do livro, com Selena Gomez escalada para interpretar o papel principal de Hannah Baker. Em 29 de outubro de 2015, foi anunciado que a Netflix faria uma adaptação do livro para a televisão, com Selena Gomez servindo como produtora executiva. Tom McCarthy foi contratado para dirigir os dois primeiros episódios. A série é produzida pela Anonymous Content e pela Paramount Television, com Selena Gomez, Tom McCarthy, Joy Gorman, Michael Sugar, Steve Golin, Mandy Teefey e Kristel Laiblin como produtores executivos.

### Casting
Em junho de 2016, Dylan Minnette, Katherine Langford, Christian Navarro, Alisha Boe, Brandon Flynn, Justin Prentice, Miles Heizer, Ross Butler, Devin Druid e Brian d'Arcy James foram escalados para os papeis principais. Em setembro, Amy Hargreaves, Kate Walsh e Derek Luke foram escalados.

### Filmagens
As filmagens da série aconteceram nas cidades do norte da Califórnia, Vallejo, Benicia, San Rafael, Crockett e Sebastopol durante o verão de 2016.
Cães de terapia estavam presentes nas filmagens para a diversão dos atores, devido ao conteúdo intenso e emocional da série.

## Recepção

### Resposta da crítica
A primeira temporada recebeu críticas positivas de vários críticos, com muitos dos elogios da série sendo dirigidos ao elenco, ao trabalho da direção, à história, ao visual, às melhorias em relação ao seu material de origem, e à abordagem madura para assuntos obscuros e adultos.
No site agregador de críticas Rotten Tomatoes, a série tem uma classificação de aprovação de 78%, com base em 63 críticas, com uma pontuação média de 7.14/10. O consenso crítico do site diz: "13 Reasons Why complementa seu material de origem mais vendido com um olhar emocionante em relação ao sofrimento adolescente cuja maturidade narrativa desmente seu meio YA". No Metacritic, a série tem uma pontuação de 76 de 100, com base em 16 críticas, indicando "críticas geralmente favoráveis".

### Avaliação dos críticos
Jesse Schedeen, do IGN, elogiou 13 Reasons Why, dando para a série uma avaliação de 9.2 de 10: "Incrível", afirmando que a série é "uma série muito poderosa e dura" e "está entre os melhores dramas de ensino médio do século XXI". Matthew Gilbert, do The Boston Globe, deu uma crítica brilhante para a série, dizendo que "o drama é sensível, consistentemente envolvente e, o mais importante, não nos faz nem mesmo piscar". Maureen Ryan, da revista Variety, afirma que a série "é, sem dúvida, sincera, mas também é, de muitos modos importantes, criativamente bem-sucedida" e a chamou de "simplesmente essencial para assistir". Leah Greenblatt, da Entertainment Weekly, deu uma pontuação de B+ para a primeira temporada, chamando a série de "um retrato sincero e autenticamente afetado do que é ser jovem, perdido e muito frágil para o mundo". Daniel Feinberg, do The Hollywood Reporter, também elogiou a série, chamando-a de "uma adaptação jovem-adulta honrosamente madura", e apontando as atuações, direção, relevância e maturidade como alguns dos pontos mais fortes da série.
As atuações do elenco, particularmente as de Katherine Langford como Hannah, e Dylan Minnette como Clay, foram frequentemente mencionadas e amplamente elogiadas em várias críticas. Jesse Schedeen, do IGN, elogiou o elenco, principalmente as atuações de Dylan Minnette e Katherine Langford, afirmando: "Langford brilha no papel principal... [e] encarna esse otimismo e essa profunda tristeza [de Hannah] também. O Clay de Minnette é, de esboço, um personagem muito mais estoico e reservado... e faz um bom trabalho no que, muitas vezes, é um papel difícil". Matthew Gilbert, do The Boston Globe, elogiou a química entre Katherine Langford e Dylan Minnette, dizendo que "assistir esses dois jovens atores juntos é puro prazer", enquanto Jesse Schedeen, do IGN, também concordou, dizendo que eles estão "melhor juntos, canalizando apenas o tipo certo de química quente e incomum, você esperaria de dois adolescentes que não podem admitir seus sentimentos um pelo outro". Daniel Feinberg, do The Hollywood Reporter, também elogia os dois atores: "A abertura dolorosa de Langford faz você criar raízes para um destino que você sabe que não é possível. O desempenho da atriz está cheio de alcance dinâmico, configurando-o contra a tarefa que é, muitas vezes, mais complicada de Minnette em diferenciar entre estados de espírito que, na maior parte do tempo, vão do desconfortável para o desespero sombrio de olhos vermelhos e de higiene".
Maureen Ryan, da revista Variety, também elogiou não somente os dois papéis principais, como também o elenco de atores, principalmente a atuação de Kate Walsh como a mãe de Hannah, a quem Maureen Ryan descreve como "o melhor trabalho da carreira". Menções positivas de vários críticos, como Maureen Ryan, Daniel Feinberg e Jesse Schedeen, também foram entregues ao elenco de atores (principalmente às atuações de Alisha Boe, Miles Heizer e Christian Navarro como Jessica, Alex e Tony). Liz Shannon Miller, da IndieWire, que gostou da série e lhe deu uma brilhante pontuação de B+, elogiou a diversidade racial, gênica e complexa de seu elenco de apoio adolescente.
Outro aspecto frequentemente mencionado em várias críticas foi a abordagem madura e emocional da série em relação ao assunto sombrio e adulto retratado na mesma. Isto foi positivamente comentado por críticos, como Liz Shannon Miller, da IndieWire, que deu uma crítica positiva para a primeira temporada, principalmente com suas menções de que "os limites adultos desta esta história tocam com honestidade e verdade", mas também afirma que isso torna a série difícil de assistir às vezes. Daniel Feinberg, do The Hollywood Reporter, também afirma que a série é muito difícil de assistir às vezes, enquanto Jesse Schedeen, do IGN, afirma que a série é "uma série, muitas vezes, deprimente e até mesmo desconfortável de assistir... uma experiência bastante emocionalmente drenante, principalmente no final da primeira temporada, quando as peças finalmente começam a se encaixar".
Vários críticos também elogiaram diversos aspectos da série. Daniel Feinberg elogiou os diretores da série, dizendo: "Uma galeria de diretores da Sundance, incluindo Tom McCarthy, Gregg Araki e Carl Franklin, mantém as atuações fundamentadas e os extremos longe de se sentirem explorados", enquanto Matthew Gilbert, do The Boston Globe, elogia a narrativa: "As técnicas de narrativa são poderosas... [já que ela] se baseia no mundo estabelecido em um momento passado, enquanto encontramos continuamente novas facetas da vida de Hannah e novos personagens. A história de fundo da série continua cada vez mais profunda e rica.
Por outro lado, a série também recebeu críticas em relação à representação da angústia adolescente. Mike Hale, do The New York Times, escreveu uma crítica, dizendo: "A série não deixa o progresso descendente [de Hannah] convincente. Muitas vezes, isso parece artificial, como um anúncio de serviço público super longo". Ele também criticou o dispositivo de enredo de que Clay ouvia as fitas uma por uma, em vez de ouvir tudo de uma vez só como os outros fizeram, o que Mike Hale dizia ser inacreditável: "Não faz sentido nenhum um dispositivo de enredo onde os antagonistas de Clay dizem para ele ouvir logo o resto das fitas".
Escrevendo para o The Guardian, Rebecca Nicholson elogiou alguns aspectos da série, incluindo as atuações de Dylan Minnette e Kate Walsh, mas ficou preocupada com grande parte do enredo, dizendo: "Um enredo que indica que o amor de um doce garoto pode ter resolvido tudo isso resultou em um sentimento de incômodo que ficou me perseguindo". Rebecca Nicholson ficou céptica de que a série consegue atrair telespectadores mais velhos, diferente de outras séries que se passam no ensino médio, como Freaks and Geeks e My So-Called Life: "A série não tem a perspicácia de crossover de suas antepassadas... Está muito preocupada em transmitir a mensagem de que um comportamento terrível pode ter consequências horríveis para lidar com qualquer sutileza ou sombras de sentimento. É, em grande parte, uma nota – e essa nota é horrível. 'Tem que melhorar', implora um estudante no final, mas, dado seu final tão aberto, uma aparente configuração de uma segunda temporada, não parece que há muitas hipóteses de que isso aconteça".
O crítico de televisão do The Washington Post, Hank Stuever, escreveu uma crítica negativa, achando 13 Reasons Why "inventado" e implausível: "Há 13 episódios na primeira temporada, que resultaram em 13 horas super sombrias – um esforço passivo-agressivo, implausivelmente sinuoso, mal escrito e estranhamente atuado, principalmente em relação à falta de comunicação, não entregando mais sabedoria ou visão sobre a depressão, o bullying e o suicídio do que um dos velhos Afterschool Specials, da ABC, que as pessoas agora zombam por ser tão tolo". Ele também escreveu que achou as fitas suicidas de Hannah "um exemplo prolongado da adolescente que fantasia como todos reagirão quando ela tiver morrido. A história... me parece tão notável, mesmo que, perigosamente, ingênua em sua compreensão de suicídio, até que inclui uma horrível e penúltima cena de Hannah abrindo seus pulsos em uma banheira".
David Wiegand, do San Francisco Chronicle, deu uma crítica morna para a série, dizendo que a série era atormentada por inconsistências de caráter, principalmente Hannah. Ele elogiou o "desempenho impressionante" de Katherine Langford, mas disse: "Há momentos em que simplesmente não acreditamos nos personagens, quando o que eles fazem ou dizem não é consistente com quem nos fizeram acreditar ser... Às vezes, [Hannah] é auto-possuída e indiferente, na melhor das hipóteses, em relação ao comportamento dos estudantes populares. Em outras ocasiões, no entanto, pequenas desconsiderações que passam despercebidas parecem levá-la em direção a um colapso emocional. Sem dúvidas, os adolescentes passam por um constante giro de emoções conflitantes, mas o roteiro empurra os limites da credibilidade aqui e ali". Ele disse que, em geral, a série funcionou: "A estrutura é fantasmagórica e os personagens são inconsistentes, mas ainda existem pelo menos 13 Reasons Why da série ser digna".

### Prêmios e indicações
| Ano  | Prêmio                            | Categoria                                      | Nomeado(s)                         | Resultado | Ref.          |
| ---- | --------------------------------- | ---------------------------------------------- | ---------------------------------- | --------- | ------------- |
| 2017 | Gold Derby Awards                 | Artista Revelação do Ano                       | Katherine Langford                 | Indicado  | [ 35 ]        |
| 2018 | Golden Globe Awards               | Melhor Atriz em Série Dramática                | Katherine Langford                 | Indicado  | [ 36 ]        |
| 2018 | Guild of Music Supervisors Awards | Melhor Supervisão de Música em Série Dramática | Season Kent                        | Venceu    | [ 37 ]        |
| 2018 | Imagen Awards                     | Melhor Ator – Televisão                        | Christian Navarro                  | Indicado  | [ 38 ]        |
| 2018 | MTV Movie & TV Awards             | Show do Ano                                    | 13 Reasons Why                     | Indicado  | [ 39 ]        |
| 2018 | MTV Movie & TV Awards             | Melhor Atriz em um Show                        | Katherine Langford                 | Indicado  | [ 39 ]        |
| 2018 | NAACP Image Awards                | Direção em Série Drama                         | Carl Franklin por "Tape 5, Side B" | Venceu    | [ 40 ]        |
| 2018 | People's Choice Awards            | O programa viciante de 2018                    | 13 Reasons Why                     | Indicado  | [ 41 ]        |
| 2018 | People's Choice Awards            | O Drama de 2018                                | 13 Reasons Why                     | Indicado  | [ 41 ]        |
| 2018 | People's Choice Awards            | A estrela de TV de drama de 2018               | Katherine Langford                 | Indicado  | [ 41 ]        |
| 2018 | People's Choice Awards            | O Show de 2018                                 | 13 Reasons Why                     | Indicado  | [ 41 ]        |
| 2018 | Satellite Awards                  | Melhor Atriz em Série de Drama                 | Katherine Langford                 | Indicado  | [ 42 ]        |
| 2018 | Satellite Awards                  | Melhor Série de Drama                          | 13 Reasons Why                     | Indicado  | [ 42 ]        |
| 2018 | Television Academy Honors         | Televisão com consciência                      | 13 Reasons Why                     | Venceu    | [ 43 ] [ 44 ] |